# Dorothy Dickson
Dorothy Dickson (Kansas, 25 de julio de 1893-25 de septiembre de 1995), fue una actriz y cantante estadounidense conocida por su interpretación de la canción de Jerome David Kern "Look for the Silver Lining". 
Fue una reconocida actriz de cine y teatro, actuó en comedia y revistas musicales donde además de cantar bailaba.

## Biografía

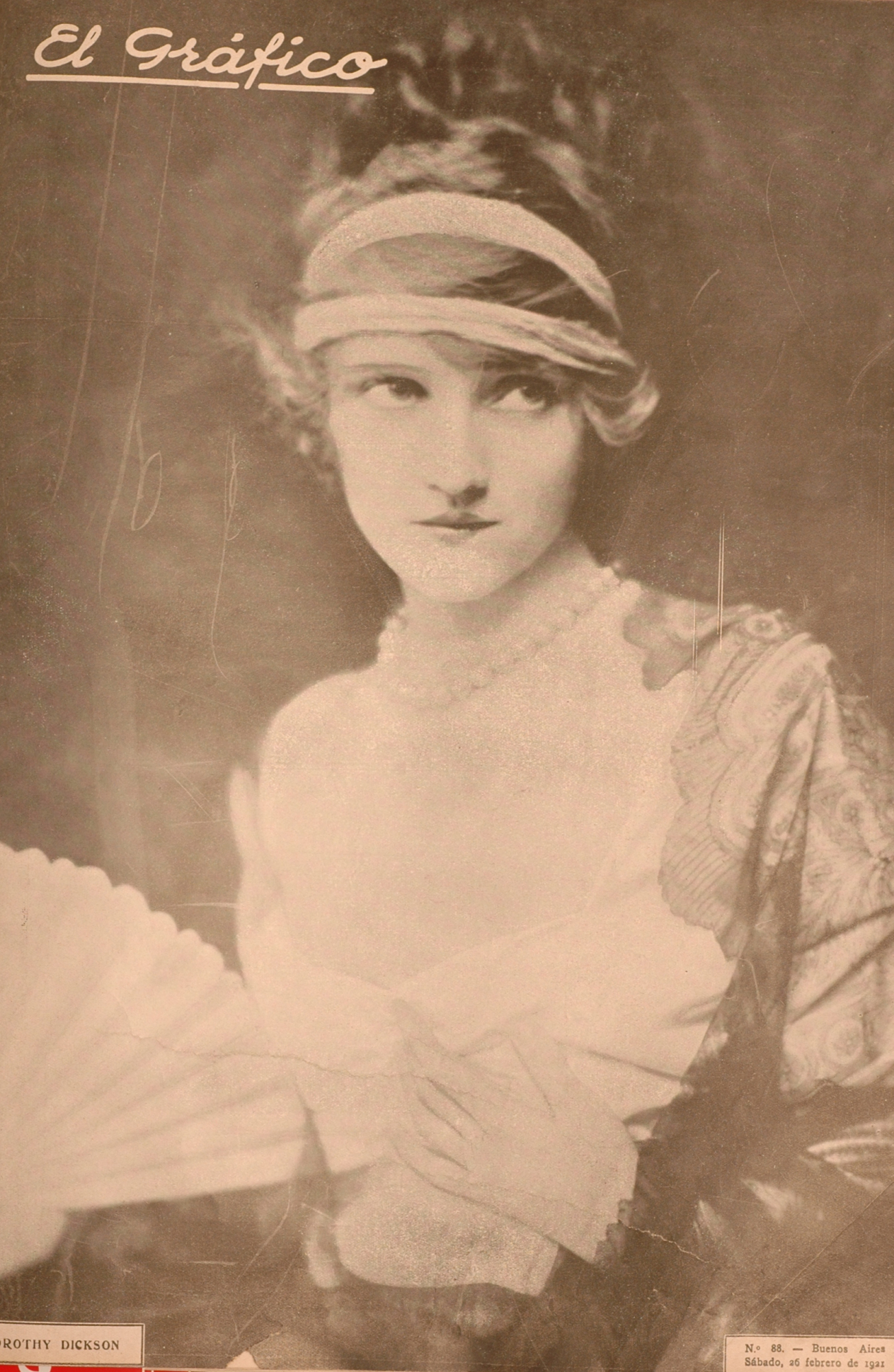
Dorothy Dickson en El Gráfico (1921).

Nacida en Kansas City, Misuri, era hija de un periodista conocido por entrevistar a Jesse James, y de la primera mujer miembro del movimiento feminista de Estados Unidos.
Contrajo matrimonio con Carl Hyson, bailarín profesional, a los veintiún años. Debutó en Broadway formando pareja de baile con Hyson en Oh Boy! creado por el compositor Jerome Kern. Al debut le siguieron más actuaciones entre 1917 y 1920. En 1921 el dúo viajó a Londres para formar parte de la revista de Charles B. Cochran que estuvo en cartel en Londres, París y Nueva York.
Continuó actuando en revistas y musicales, con buenas aceptaciones por parte del público y la crítica. La interpretación de la canción Look For A Silver Lining en Kern's Sally at the Winter Garden fue una de las canciones por la que fue más conocida. Su trayectoria como actriz de comedia musical fue en ascenso a lo largo de una década en los que entre otros actuó en Coo-ee! (1929), The Wonder Bar (1930) o Casanova (1935).
Formó parte de las Ziegfeld Follies e hizo numerosas actuaciones en Nueva York y en otros lugares.[cita requerida] En 1936 se divorció de Carl Hyson, y trabajó en Careless Rapture, y en 1937 en Crest of the Wave, ambas obras musicales compuestos por con Ivor Novello en el Teatro Real Dury Lane.
En cine entre los papeles más destacados en el cine se encuentra Channel Crossing (1933) dirigida por Milton Rosmer. Tras actuar en la revista Diversion  (1940) y Diversion N.º 2 (1941) inició una gira junto a Vivian Leigh y Beatrice Lillie, por le norte de África.  A su regreso se embarcó en el proyecto de entretenimiento Stage Door Canteen que vio la luz en 1944 y tuvo un importante éxito entre las tropas que se dieron cita en el Picadilly londinense, entre otros actuaron Bing Crosby y Bob Hope. Interpretó el papel de Cora Ann Milton en la película de intriga The Ringer  dirigida por Royston Morley, la película es una adaptación de la novela homónima (1926) de Edgar Wallance. La última actuación pública la realizó en 1980 en el Duke of York's Theatre en la gala del 75.º aniversario del estreno de Peter Pan en 1925, obra de la que fue la protagonista.
En sus primeros tiempos en el teatro londinense, Dickson frecuentó círculos de la alta sociedad y del mundo del teatro como Noël Coward, Peggy-Ann, Richard Rodgers, Lorenz Hart o Elizabeth Bowes-Lyon, incluida a la Reina Madre. Ambas se conocieron cuando actuó en The Cabaret Girl (1923) y según la actriz trabaron buena amistad, que duró hasta el fallecimiento de la actriz.
Apareció en la portada de la revista argentina El Gráfico del 2 de abril de 1921 tras el éxito en Eastward Ho!. Fue miembro de la Ciencia cristiana –Christian Scientist–, por lo que no reconocía la enfermedad ni la edad. Su hija fue la actriz Dorothy Hyson. Falleció en Londres, Inglaterra, en 1995.

## Obras realizadas
Actuó en diferentes musicales y películas:
- The red window (1911). Broadway, musical. Interpretó los coros.[5]
- Oh, Boy! (1917). Broadway, número de baile.[5]
- Ziegfeld Follies of 1917 (1917). Broadway, musical en cartel 12 de junio de 1917 al 4 de septiembre de 1917.[5]
- Girl O' Mine (1918). Broadway, musical en cartel del 28 de enero de 1918 al 9 de marzo de 1918. Interpretó a Betty.[5]
- Rock-A-Bye Baby (1918). Broadway, musical en cartel del 22 de mayo de 1918 al 3 de agosto de 1918. Interpretó a Dorothy Manners.[5]
- The Royal Vagabond (1919). Broadway, musical en cartel del 17 de febrero de 1919 al 3 de enero de 1920. Interpretó a Carlotta.[5]
- Lassie (1920). Broadway musical en cartel del 6 de abril de 1920 al 21 de agosto de 1920. Interpretó a Lady Gwendolyn Spencer-Hill.[5]
- Kern's Sally at the Winter Garden
- Sally (1921). West End de Londres.[6]

- The Cabaret Girl (1922)
- The Beauty Prize (1923)
- Patricia (1924)
- Peter Pan (1925)
- Tip-Toes. West End de Londres.[6]
- That Certain Feeling
- Where's That Rainbow?

- The Ringer. Película de intriga.
- Coo-ee! (1929)
- The Wonder Bar (1930)
- Casanova (1932)
- Irving Berlin Stop Press (1935), revista.
- Careless Rapture (1936). West End de Londres.[6]
- Spread It Abroad (1936)
- Crest Of The Wave (1937)
- Enrique V (1938)
- Diversion (1940), revista.
- Diversion No. 2 (1941), revista.
- Fine And Dandy (1942)
- Stage Door Canteen (1944)
- As Long As They're Happy (1953)